# ローダ飛行場
ローダ飛行場（スウェーデン語：Råda flygbas）は、スウェーデン王国ヴェストラ・イェータランド県リドショーピングに所在するスウェーデン空軍の飛行場。

## 歴史
飛行場の建設については1940年5月に着工し、1943年6月には900メートル長の滑走路が3本整備された。この3本の滑走路については一部が現在は国道44号線（sv:Riksväg 44）のリドショーピング～トロルヘッタン区間となっている。
1954年に2,000メートルの滑走路を建設し、基地60計画（en:Bas 60）と後の基地90（en:Bas 90）計画ではヴェステルイェートランド基地の一角を構成していた。
現在は国軍の訓練施設として利用され、主にTP84戦術輸送機とヘリコプターの飛行訓練が行われている。